# Renzo Soldani
Renzo Soldani (Cireglio di Pistoia, 2 de maig de 1925 - Prato, 3 de gener de 2013) va ser un ciclista italià que fou professional entre 1949 i 1957. Durant la seva carrera professional aconseguí 15 victòries, sent la més important de totes elles la Volta a Llombardia 1950.

## Palmarès
- 1948
  - 1r del Giro del Piemont
- 1949
  - 1r de la Copa Placci
  - 1r de la Copa Barabaricina
  - 1r del Gran Premi Ponte Valleceppi
- 1950
  - 1r de la Volta a Llombardia
  - 1r del Giro dels Apenins
  - 1r al Giro d'Úmbria
  - 1r de la Trieste-San Remo
  - 1r del Gran Premi Calzatura
  - 1r del Gran Premi Altopascio
  - Vencedor de 3 etapes del Giro de la Pulla i Lucania
- 1951
  - 1r de la Sàsser-Càller
  - 1r de la Florència-Roma

## Resultats al Giro d'Itàlia
- 1949. 22è de la classificació general
- 1950. 32è de la classificació general
- 1951. Abandona (7a etapa)
- 1952. 32è de la classificació general
- 1954. 27è de la classificació general